# Амидриум
Амидриум (лат. Amydrium) — род многолетних вечнозелёных травянистых растений семейства Ароидные (Araceae).

## Ботаническое описание
Вечнозелёные травы, часто очень крепкие, лазающие или распростёртые, обычно снабжёнными длинными жгутиками с редуцированными катафиллами на концах.

### Листья
Листья в большом числе, отдалённые друг от друга. Черешки с верхушечными сосудами, вложенные во влагалища меньше, чем на половину длины.
Листовая пластинка овально-сердцевидная, или гитаровидно-трёхлопастная, или перистолопастная, иногда с многочисленными округлыми или овальными отверстиями вдоль центральной жилки. Первичные боковые жилки перистые, соединяются в краевую жилку, жилки более высокого порядка образуют сетчатый узор.

### Соцветия и цветки
Соцветие от одного до нескольких в каждом симпоидальном ветвлении. Цветоножка прямая, равная половине или всей длине черешка.
Покрывало от формы раковины до овального, заострённое, иногда согнутое в период цветения, опадающее.
Початок от сидячего до сидящего на длинной ножке, иногда очень короткий.
Цветки двудомные, околоцветник отсутствует. Мужской цветок содержит 4 тычинки; нити короткие, широколинейные; пыльники равны или короче нитей; теки яйцевидные, вскрываются продольным разрезом. Пыльца формы гамбургера, среднего размера (39 мкм). Завязь обратнопирамидальная или обратноконическая, четырёхугольная, одногнёздная; семяпочки две, анатропные; фуникулы короткие; плацента базальная; столбик шире, чем завязь, немного заметный или более-менее усечённый; рыльце маленькое, полусферическое.

### Плоды
Плоды — ягоды от полушаровидных, усечённых до куполообразных на вершине, белые или оранжево-красные.
Семена от полушаровидных до сердцевидных; теста гладкая, глянцевая; зародыш изогнутый, частично зелёный; эндосперм есть.

## Распространение
Встречается в Китае, Мьянме, Вьетнаме, Таиланде, Борнео, на Яве, в Малайзии, на Молуккских островах, Филиппинах, в Сулавеси, Суринаме, Новой Гвинее.
Растёт в тропических влажных лесах.

## Классификация
В роду пять видов:
- Amydrium hainanense (H.Li, Y.Shiao & S.L.Tseng) H.Li — Амидриум хайнаньский
- Amydrium humile Schott
- Amydrium medium (Zoll. & Moritzi) Nicolson — Амидриум средний
- Amydrium sinense (Engl.) H.Li
- Amydrium zippelianum (Schott) Nicolson